# Ролс (Тексас)
Ролс (енгл. Ralls) град је у америчкој савезној држави Тексас. По попису становништва из 2010. у њему је живело 1.944 становника.

## Демографија
Према попису становништва из 2010. у граду је живело 1.944 становника, што је 308 (13,7%) становника мање него 2000. године.
| Група             | 2000.         | 2010.         |
| Белци             | 938 (41,7%)   | 768 (39,5%)   |
| Афроамериканци    | 50 (2,2%)     | 33 (1,7%)     |
| Азијати           | 0 (0,0%)      | 3 (0,2%)      |
| Хиспаноамериканци | 1.256 (55,8%) | 1.127 (58,0%) |
| Укупно            | 2.252         | 1.944         |